# Pryazovskyj Nationalpark
Pryazovskyj Nationalpark ( ukrainsk: Приазовський національний природний парк) er den næststørste nationalpark i Ukraine, der dækker flodmundingerne, kystsletternes kystlandskaber omkring floderne Molochna og Utlyukskys æstuarier, på den nordvestlige kyst af Azovhavet. Området er et område med høj biodiversitet, der beskytter både steppe- og akvatiske levesteder og de unikke overgangszoner derimellem. Vådområderne understøtter meget store bestande af rugende og trækkende vandfugle. Parken krydser flere administrative distrikter, herunder Pryazovske rajon, Melitopol rajon, Berdiansk rajon og Yakymivka rajon i Zaporizjzja oblast

## Topografi
Pryazovskyj er en kyststribe på den nordvestlige kyst af Azovhavet, omkring 32 km syd for byen Melitopol. Områdets flodmundinger (æstuarier) er omkring 80 % land og 20 % vand. Området har stor mangfoldighed med stepper, kystsletter, sumpe ved flodsletter, flodmundinger med varierende salinitet, tanger, halvøer, sandede skaløer, klitter og saltholdige søer. Den største flod gennem parken er Molochnyi-floden, som danner en saltholdig liman (lagune) ud for Azovhavet. Parken er forbundet med den tynde Fedotova-spids til Biryuchyi-øen i Azov-Syvash National Nature Park.

## Klima og økoregion
Klimaet i Pryazovskyj Nationalpark er efter Köppen klimaklassificering fugtigt kontinentalt klima (undertypen varm sommer), med store sæsonbestemte temperaturforskelle og en varm sommer (mindst en måned i gennemsnit over 22 °C, milde vintre og relativt jævn nedbør gennem året (ingen tør sæson). Nedbør i parken er i gennemsnit 300–400 mm/år, og fordampningen er 800–900 mm/år. Vandets temperatur går op til 30 °C grader i juni.
Pryazovskyj Nationalpark ligger i økoregionen den pontisk-kaspiske steppe, en region, der dækker et område af græsarealer, der strækker sig fra Sortehavets nordlige kyster til det vestlige Kasakhstan.

## Parkens inddeling
Pryazovskyj Nationalpark er anlagt i zoner, der giver både beskyttelse og mulighed for rekreation.
- Beskyttet zone: 8.561 hektar (10%)
- "Stationær rekreation" zone: 665 hektar (1%);
- "Reguleret rekreativ" zone: 7.082 hektar (9%);
- Økonomisk zone: 62.943 hektar (80%).

Pryazovskyj omfatter to vådområder af international betydning, Ramsarområder: "Molochnyi Liman"  (Mælkefloddeltaet) og "Berdaflodens udmunding, Berdianska-tangen og Berdianskabugten".

## Turisme og rekreation
Der er to feriebyer ved kysten i regionen - landsbyen Kyrylivka og den turismeorienterede by Berdjansk. Området har togforbindelse og er en populær stranddestination med en række kurbade og rekreative faciliteter. Området er kendt for mineralvand, medicinsk mudder og et sundt klima. Forskere fra parken leverer uddannelsesprogrammer til den lokale offentlighed og skoler.